# Salto con gli sci ai III Giochi europei
Gli incontri di salto con gli sci ai III Giochi europei si sono disputati dal 27 giugno al 1º luglio 2023 a Zakopane sullo Średnia Krokiew, per le gare dal trampolino normale, e il Wielka Krokiew, per le gare dal trampolino lungo.

## Podi
| Specialità                | Oro                                                                         | Argento                                                                       | Bronzo                                                  |
| Trampolino normale uomini | Daniel Tschofenig                                                           | Jan Hörl                                                                      | Gregor Deschwanden                                      |
| Trampolino lungo uomini   | Dawid Kubacki                                                               | Jan Hörl                                                                      | Philipp Raimund                                         |
| Trampolino normale donne  | Jacqueline Seifriedsberger                                                  | Nika Prevc                                                                    | Marita Kramer                                           |
| Trampolino lungo donne    | Nika Križnar                                                                | Nika Prevc                                                                    | Selina Freitag                                          |
| Team misto                | Austria Marita Kramer Jan Hörl Jacqueline Seifriedsberger Daniel Tschofenig | Norvegia Anna Odine Strøm Robert Johansson Eirin Maria Kvandal Marius Lindvik | Slovenia Nika Prevc Timi Zajc Nika Križnar Anže Lanišek |

## Medagliere
| Pos.   | Paese    | Oro | Argento | Bronzo | Totale |
| ------ | -------- | --- | ------- | ------ | ------ |
| 1      | Austria  | 3   | 2       | 1      | 6      |
| 2      | Slovenia | 1   | 2       | 1      | 4      |
| 3      | Polonia  | 1   | 0       | 0      | 1      |
| 4      | Norvegia | 0   | 1       | 0      | 1      |
| 5      | Germania | 0   | 0       | 2      | 2      |
| 6      | Svizzera | 0   | 0       | 1      | 1      |
| Totale | Totale   | 5   | 5       | 5      | 15     |